# 直立海馬
直立海馬為輻鰭魚綱棘背魚目海龍魚科的其中一種，被IUCN列為次級保育類動物，分布於西大西洋區，從加拿大新斯科細亞省至委內瑞拉海域，棲息深度1-73公尺，體長可達19公分，棲息在沿岸的海草床，冬季會遷徙到較深海域，屬肉食性，以小型甲殼類為食，卵胎生，可做為觀賞魚。